# Campeonato Italiano de Rugby
O Campionato di Eccellenza é o Campeonato Italiano de Rugby criado em 1929. Não participam dele Benetton Treviso e Zebre Rugby, as duas mais importantes equipas italianas que participam na Celtic League (Campeonato Céltico de Rugby)
A última edição (2012-13) foi vencida pela equipe da cidade di Mogliano Veneto.

## Edições
| Ano     | Campeão           | Ano     | Campeão    | Ano     | Campeão          | Ano       | Campeão          |
| ------- | ----------------- | ------- | ---------- | ------- | ---------------- | --------- | ---------------- |
| 1928-29 | Ambrosiana Milano | 1952-53 | Rovigo     | 1974-75 | Brescia          | 1996-97   | Benetton Treviso |
| 1929-30 | Amatori Milano    | 1953-54 | Rovigo     | 1975-76 | Rovigo           | 1997-98   | Benetton Treviso |
| 1930-31 | Amatori Milano    | 1954-55 | Parma      | 1976-77 | Petrarca         | 1998-99   | Benetton Treviso |
| 1931-32 | Amatori Milano    | 1955-56 | Treviso    | 1977-78 | Treviso          | 1999-2000 | Rugby Roma       |
| 1932-33 | Amatori Milano    | 1956-57 | Parma      | 1978-79 | Rovigo           | 2000-01   | Benetton Treviso |
| 1933-34 | Amatori Milano    | 1957-58 | Fiamme Oro | 1979-80 | Petrarca         | 2001-02   | Viadana          |
| 1934-35 | Rugby Roma        | 1958-59 | Fiamme Oro | 1980-81 | L'Aquila         | 2002-03   | Benetton Treviso |
| 1935-36 | Amatori Milano    | 1959-60 | Fiamme Oro | 1981-82 | L'Aquila         | 2003-04   | Benetton Treviso |
| 1936-37 | Rugby Roma        | 1960-61 | Fiamme Oro | 1982-83 | Benetton Treviso | 2004-05   | Calvisano        |
| 1937-38 | Amatori Milano    | 1961-62 | Rovigo     | 1983-84 | Petrarca         | 2005-06   | Benetton Treviso |
| 1938-39 | Amatori Milano    | 1962-63 | Rovigo     | 1984-85 | Petrarca         | 2006-07   | Benetton Treviso |
| 1939-40 | Amatori Milano    | 1963-64 | Rovigo     | 1985-86 | Petrarca         | 2007-08   | Calvisano        |
| 1940-41 | Amatori Milano    | 1964-65 | Partenope  | 1986-87 | Petrarca         | 2008-09   | Benetton Treviso |
| 1941-42 | Amatori Milano    | 1965-66 | Partenope  | 1987-88 | Rovigo           | 2009-10   | Benetton Treviso |
| 1942-43 | Amatori Milano    | 1966-67 | L'Aquila   | 1988-89 | Benetton Treviso | 2010-11   | Petrarca Padova  |
| 1945-46 | Amatori Milano    | 1967-68 | Fiamme Oro | 1989-90 | Rovigo           | 2011-12   | Calvisano        |
| 1946-47 | Ginnastica Torino | 1968-69 | L'Aquila   | 1990-91 | Amatori Milano   | 2012-13   | Mogliano         |
| 1947-48 | Rugby Roma        | 1969-70 | Petrarca   | 1991-92 | Benetton Treviso |           |                  |
| 1948-49 | Rugby Roma        | 1970-71 | Petrarca   | 1992-93 | Amatori Milano   |           |                  |
| 1949-50 | Parma             | 1971-72 | Petrarca   | 1993-94 | L'Aquila         |           |                  |
| 1950-51 | Rovigo            | 1972-73 | Petrarca   | 1994-95 | Milan            |           |                  |
| 1951-52 | Rovigo            | 1973-74 | Petrarca   | 1995-96 | Milan            |           |                  |

## Títulos
| Clube                        | Títulos |
| ---------------------------- | ------- |
| Amatori Rugby Milano (Milan) | 17      |
| Benetton Treviso             | 15      |
| Petrarca Rugby Padova        | 12      |
| Rugby Rovigo Delta           | 11      |
| Rugby Roma Olimpic           | 5       |
| Fiamme Oro Padova            | 5       |
| L'Aquila Rugby               | 5       |
| Parma Rugby                  | 3       |
| Rugby Calvisano              | 3       |
| Partenope Rugby Napoli       | 2       |
| Ambrosiana Milano            | 1       |
| Rugby Viadana                | 1       |
| Rugby Brescia                | 1       |
| Ginnastica Torino            | 1       |
| Mogliano Rugby               | 1       |

## Times participantes na temporada 2013-2014
| Time                               | Cidade            |
| ---------------------------------- | ----------------- |
| Mogliano Rugby                     | Mogliano Veneto   |
| Rugby Club I Cavalieri             | Prato             |
| Calvisano Rugby                    | Calvisano         |
| Rugby Viadana                      | Viadana           |
| Petrarca Padova                    | Pádua             |
| Rugby Rovigo Delta                 | Rovigo            |
| Polisportiva S.S. Lazio Rugby 1927 | Roma              |
| Fiamme Oro Roma                    | Roma              |
| Rugby San Donà                     | San Donà di Piave |
| Rugby Reggio                       | Reggio Emilia     |
| Crociati Rugby Football Club       | Parma             |
| Unione Rugby Capitolina            | Roma              |